# Giovanni Battista Granata
Giovanni Battista Granata (1620/1621, Torí - 1687) fou un guitarrista i compositor italià. Professionalment era barber cirurgià tot i que mantingué la seva carrera docent i compositiva al llarg de tota la seva vida.

## Biografia
Granata va néixer a Torí. Al voltant de 1646, es mudà de Torí a Bolonya on va romandre la major part de la seva vida i també va treballar com supranumerari liutista al Concierto Palatino. Tot i tractant-se d’un músic que gaudia de reconeixement, es coneix molt poc sobre la seva vida. Granata va aconseguir expandir el registre més agut de la guitarra barroca, va escriure diversos treballs per la tiorba i explorà intabulacions amb afinacions alterades. Es coneix que la relació que tenia amb els seus companys guitarristes a Itàlia era fascinant alhora que complexa. Tingué problemes amb el seu professor de guitarra, Francesco Corbetta, en una sèrie d’acusacions i denúncies en les que Corbetta assegurava que Granata va publicar, a Venècia, algunes composicions fent-les passar per pròpies.
Granata va ser el guitarrista més prolífic del segle XVII, amb set obres publicades entre 1646 i 1684. Els seus primers llibres contenen música per a guitarra solista a tablatura. Els treballs posteriors contenien, a més de peces amb el gènere de ball propi de l'època, composicions instrumentals com tocates, preludis, i chacones. El seu cinquè llibre (1674) conté dotze peces per a guitarra, baix continu i violí.

## Música/Estil
El seu estil compositiu era quelcom inconsistent. Algunes peces són repetitives i poc espectaculars, i altres, en canvi, es trobaven al nivell inventiu de les millors obres de Visée, Bartolotti, o Roncalli. Tot i això, el treball de Granata, sofisticat i elegant, rarament és sobrepassat pels seus contemporanis.
Els seus primers treballs guitarrístics dins del Barroc primerenc es caracteritzaven per una organització a l'estil francés de les suites (alemandes, courants i sarabandes). El seu estil del període al voltant de 1646 és molt similar al de l’autor contemporani de Granata, Giovanni Paolo Foscarini. Granata fins i tot utilitzà i alguns dels prefacis pertanyents als llibres de Foscarini per als seus propis. Al llarg de la seva carrera demostra una gran evolució musical i estilística. Moltes de les seves peces són complexes i es consideraven d’entre les més virtuoses d’aquella època. L’últim període de Granata suposa un ús de la guitarra encara més treballat i elaborat, amb l’ús extensiu de campanelas, notes en un registre molt agut i ritmes complexos. El quart llibre de Granata - Soavi concenti (1659) - és una de les poques fonts en les que s'inclouen treballs per la tiorba. Els treballs posteriors contenien, a més de peces amb el gènere de ball propi de l'època, composicions instrumentals com tocates, preludis, i chacones. El seu cinquè llibre (1674) conté dotze peces per a guitarra, baix continu i violí.

## Obra
Els set llibres de Granata, els quals van ser publicats tots a Bolonya:
- I- Capricci armonici sopra la chitarriglia spagnuola (1646)
- II- Nuove suonate di chitarriglia spagnuola piccicate, e battute (ca. 1650)
- III- Nuova scelta di caprici armonici, Op. 3 (1651)
- IV- Soavi concenti di sonate musicali per la chitarra spagnuola, Op. 4 (1659)
- V- Novi capricci armonici musicali in vari toni per la chitarra spagnola, violino, e viola concertati, et altre sonate per la chitarra sola, Op. 5 (1674)
- VI- Nuovi sovavi concenti di sonate musicali in varii toni per la chitarra spagnola, et altre sonate concertate a due violini, e basso, Op. 6 (1680)
- VII- Armonici toni di vari suonate musicali concertante, a due violini, e basso, con la chitarra spagnola, Op. 7 (1684)

## Similitud amb l’obra "Stairway to Heaven"
Amb el gran èxit obtingut amb el tema Stairway to Heaven, escrit per Jimmy Page i Robert Plant del grup britànic Led Zeppelin, sorgí una disputa entre alguns oients per la seva similitud amb l’obra Sonata di Chitara, e Violino, con il suo Basso Continuo de Granata. Fins i tot s'ha trobat semblances amb la seva Sonata. Tot i així, mai s'ha trobat cap evidència del plagi per part de Page i Plant.